# Östanbäcksgatan

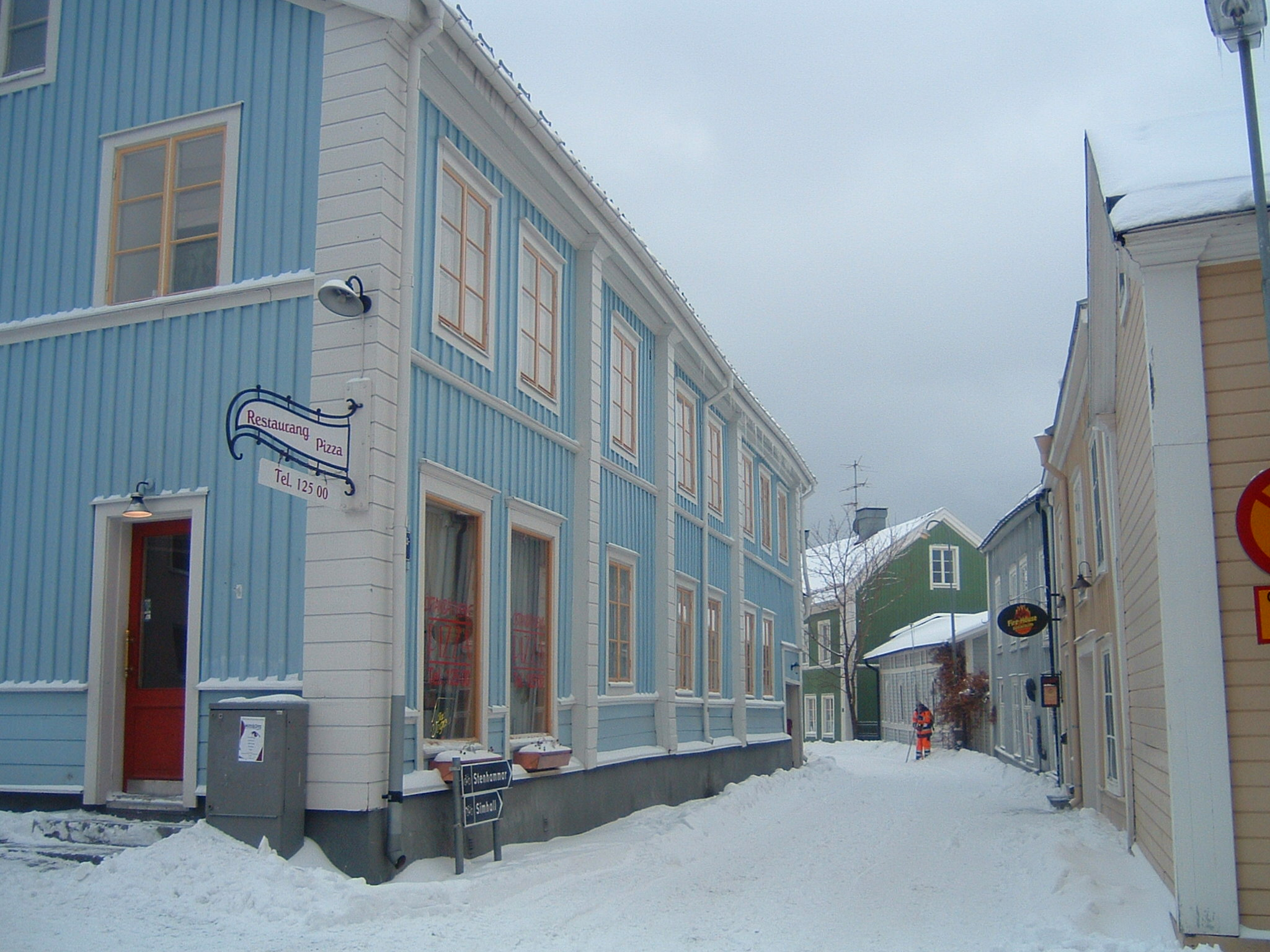
Östanbäcksgatans norra ände vid Färgaregränd

Östanbäcksgatan är en relativt lång gata i Härnösand. Den ligger i Östanbäcken, en stadsdel med byggnadsminnesmärkta trähus varav de flesta finns runt Östanbäcksgatan. Många av de fina gamla husen är bara på en våning och är ofta från 1700-talet. Få av husen är äldre än 1727, och inget hus äldre än 1721, eftersom olika bränder härjade i området vid dessa årtal.

## Längs gatan
Gatan börjar i norr med Färgaregränd, nedanför domkyrkan. Till höger sida ser man då Walterska gården, en gul 1700-talsgård där café finns. Där har det varit Walters skomakeri, vilket en gammal skylt inne på gården skvallrar om. 
På vänster sida ser man en blå gård där restaurang finns. Båda dessa gårdar har portgångar, alltså en port som går rakt genom ett hus. I Härnösand finns numer endast fyra portgångar kvar, varav tre i Östanbäcken och en annan på närliggande Mellanholmen.
På höger sida efter detta skådas Bodenska gårdens blå hus. Bodenska var en handelsgård som byggdes 1840. På vänstra sidan skådas då ett stort gult hus, Anderssonska huset.
Efter Bodenska gården ligger det gröna Gästgivargården, byggt 1781 som Härnösands Gästgiveri.  På vänster sida ligger några låga hus från 1700-talet. 
Efter några låga 1700-talshus längs gatan kommer man fram till Telegrafgränd. Det är en mycket brant gata, som går rakt upp till Härnösands domkyrka. Vid Telegrafgränd finns även en mycket liten avstickare till vänster som heter Namnlösagränd.
Efter Telegrafgränd så följer en del låga 1700-talshus längs gatan. Det som brukar känneteckna ett svenskt trähus från 1700-talet är att den består av en riktig våning och en mindre vindsvåning, med små fönster. Normalt sett brukar det vara två skorstenar och inte en. På Östanbäcken finns även tvåvåningshus från 1700-talet. 
Framme vid Ludvig Nordströms Gata, så finns det mer moderna hus. Ett är av betong, medan fyra trähus är byggda på 1900-talet. De flesta husen är dock äldre. Här har legat äldre bebyggelse innan det revs undan för Brunnshusgatan. Östanbäcksgatan ska egentligen fortsätta rakt över och förbindas med trähusen på Hovsgatan, men efter att leden byggdes så har gatan kapats av och vissa hus flyttat till Murberget Friluftsmuseum. 
En rest av Östanbäcksgatan finns på andra sidan Brunnshusgatan, nämligen Bokbindargränd som tar en sväng upp till vänster och förbinds med Hovsgatan. På denna sida av Brunnshusgatan finns fyra gamla trähus kvar från 1800-talet.